# Cyrtodactylus variegatus
Cyrtodactylus variegatus là một loài thằn lằn trong họ Gekkonidae. Loài này được Blyth mô tả khoa học đầu tiên năm 1859.